# Alfa Romeo 166

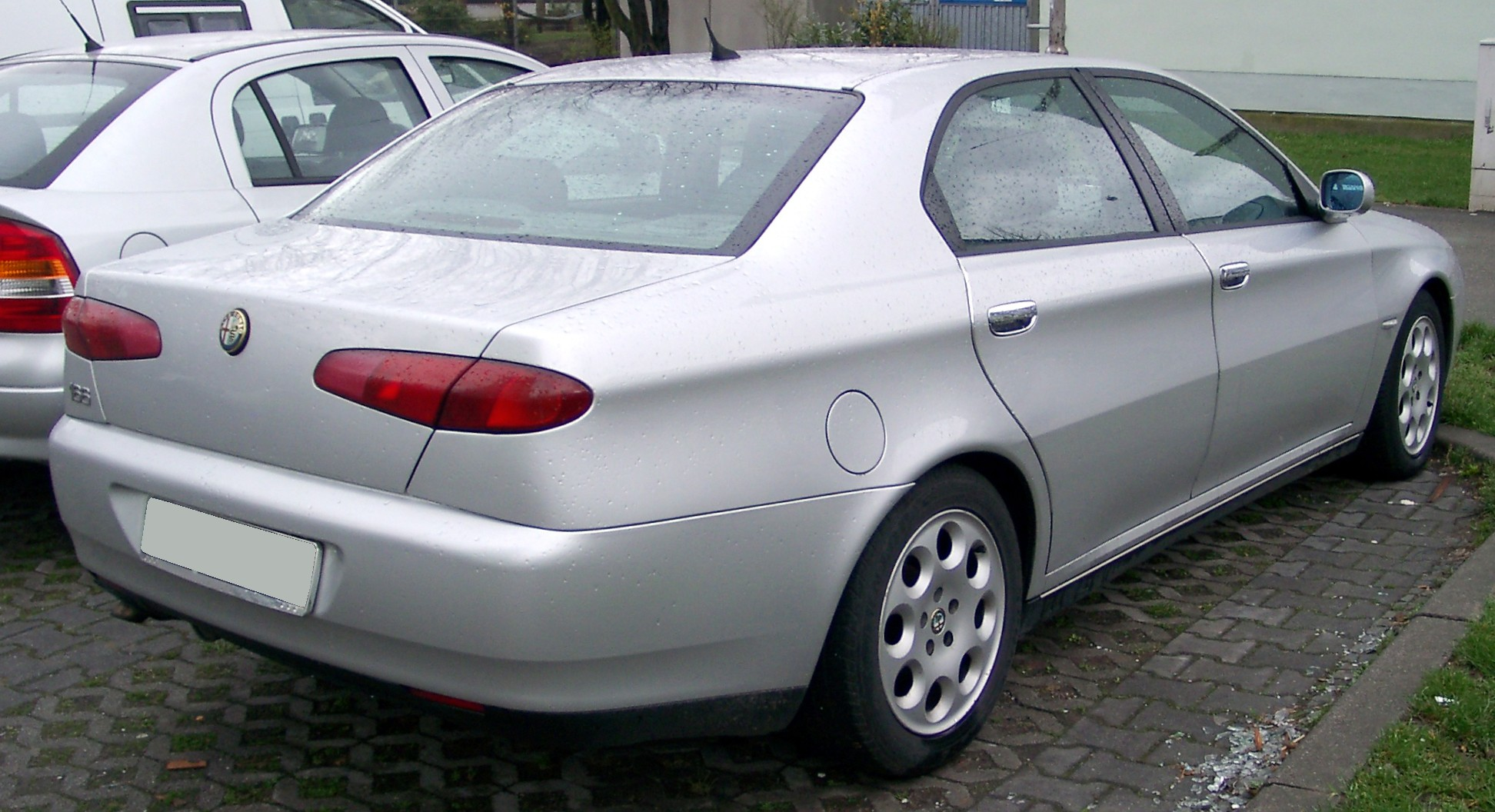
Heckansicht

Der Alfa Romeo 166 ist eine Limousine der italienischen Automarke Alfa Romeo. Er wurde im Oktober 1998 als Nachfolger des Alfa Romeo 164 eingeführt und blieb bis 2007 im Programm.

## Modellgeschichte
Technisch sind drei Serien zu unterscheiden: die erste bis Herbst 2000, die zweite bis Spätsommer 2003 und die dritte bis zum Auslaufen der Produktion Mitte 2007.

### Vorstellung
Das Fahrzeug wurde in Madrid im September 1998 erstmals der Presse gezeigt, in Italien ging es im darauffolgenden Monat in den Verkauf. Öffentlich wurde es formal auf der Mondial de l’Automobile desselben Jahres vorgestellt.

### Modellpflege
Im Oktober 2000 wurden zunächst die Motoren überarbeitet, da der Gesetzgeber die neue Abgasnorm Euro 3 beschloss, welche die bisherigen Triebwerke mit der Euro-2-Norm nicht erfüllen konnten. Die Ottomotoren wurden gleichzeitig auf den sogenannten OBD2- bzw. E-OBD-Standard ausgelegt. Weiterhin gab es ein neues, leistungsfähigeres Navigationssystem, genannt „G3“.
Bei der zweiten Modellpflege im September 2003, die auf der IAA vorgestellt wurde, wurde die Frontpartie geändert, die das Familiengesicht wie bei den Modellen 156, 147, Spider, GTV und GT trug.

### Produktionsende
Im Juni 2007 wurde die Fertigung der großen Limousine eingestellt. Sie erhielt keinen Nachfolger.

### Nachbauten
Der im Dezember 2010 in China eingeführte GAC Trumpchi GA 5 baut auf der Plattform des 166 auf. Guangzhou Auto erwarb 2009 die Rechte.

## Design
Das Karosseriedesign ist ein Entwurf des Centrostile Alfa Romeo, damals geführt von Walter de Silva. Die Karosserie ist aus Kostengründen stark an die des Vorgängers angelehnt, beispielsweise Lage und Form von Front- und Heckscheibe.
Bei den ersten beiden Versionen waren die relativ kleinen Scheinwerfer (Halogen- oder wahlweise Xenonlicht) mit dem seinerzeit seltenen, innenliegenden Abblendlicht, außen die Fernlichtscheinwerfer mit integriertem Standlicht markant. Ungewöhnlich war zudem die flach angesetzte „Nase“ des Fahrzeuges.
Bei der dritten Ausführung wurde die Front umgestaltet, die abgerundeter war. Sie trug breitere Scheinwerfer (wahlweise mit Bi-Xenonlicht) und ein doppelt so großes „Scudetto“ (Alfa Romeo-Herz) sowie ein nach links versetztes vorderes Kennzeichen. Im Innenraum änderten sich lediglich die Materialien.
Das Fahrzeug barg eine kleine technische Innovation, denn bereits mit seinem Verkaufsstart im Herbst 1998 hat Alfa Romeo in den Blinkern der hinteren Rückleuchten die damals noch üblichen Glühlampen durch Leuchtdioden ersetzt. Erst acht bis zehn Jahre später wurde diese Technik von vielen anderen Herstellern auf breiter Front eingebaut und als große Neuerung medienwirksam verkauft. Alfa Romeo hat es damals nicht beworben, und so blieb der erste Einsatz von LEDs als Außenbeleuchtung praktisch unbekannt.

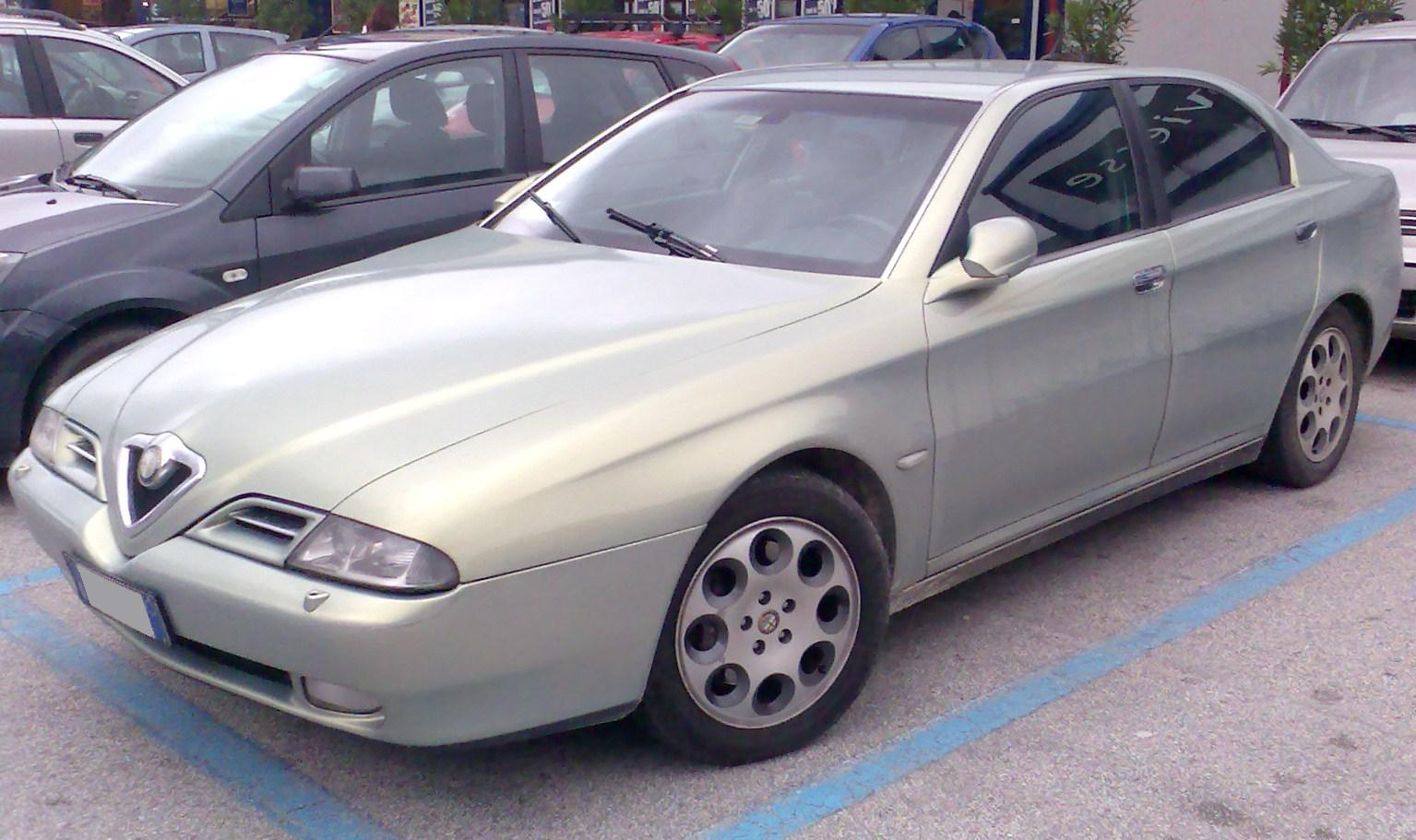
Alfa Romeo 166 (2000–2003)
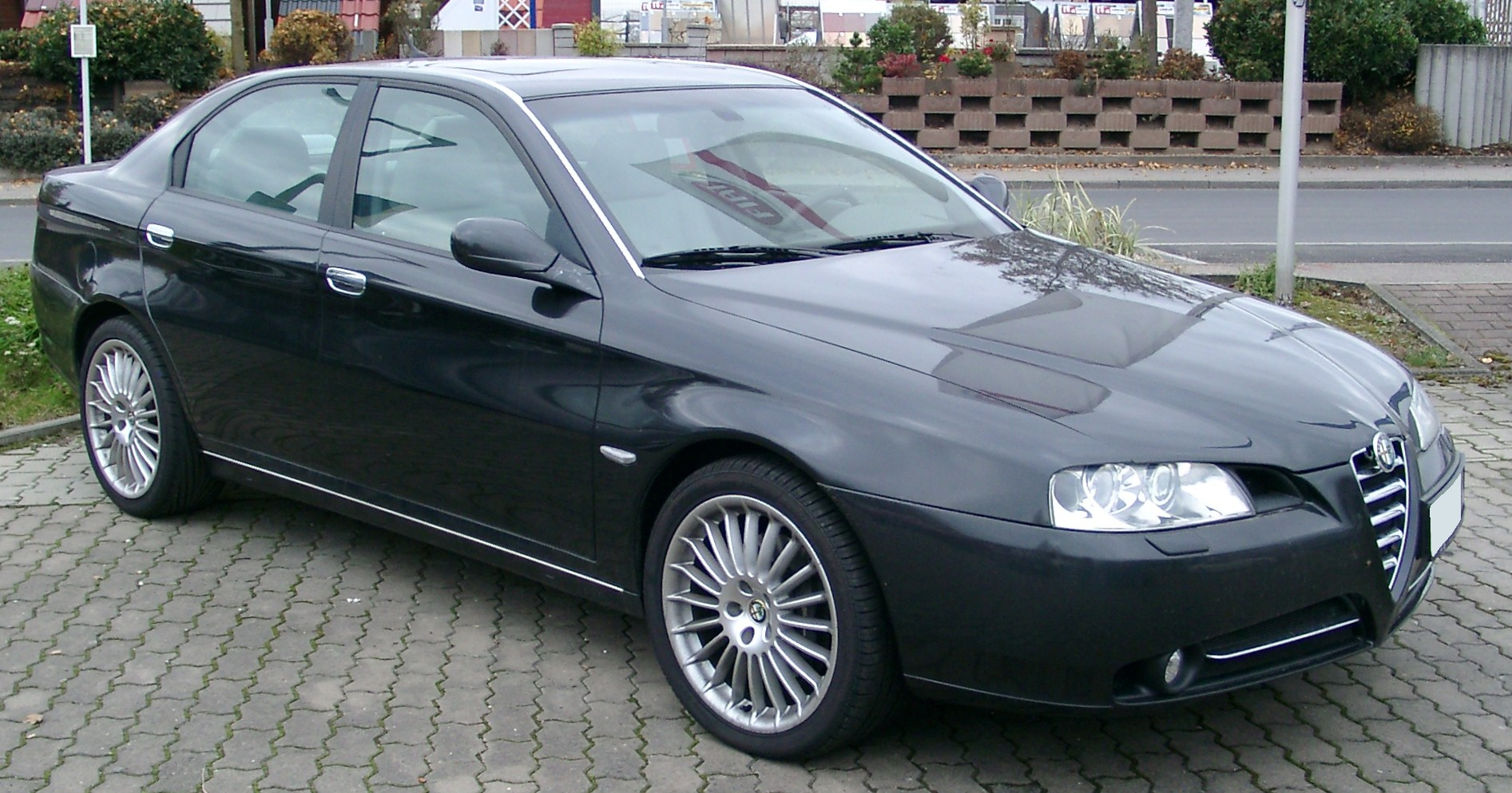
Alfa Romeo 166 Facelift (2003–2007)
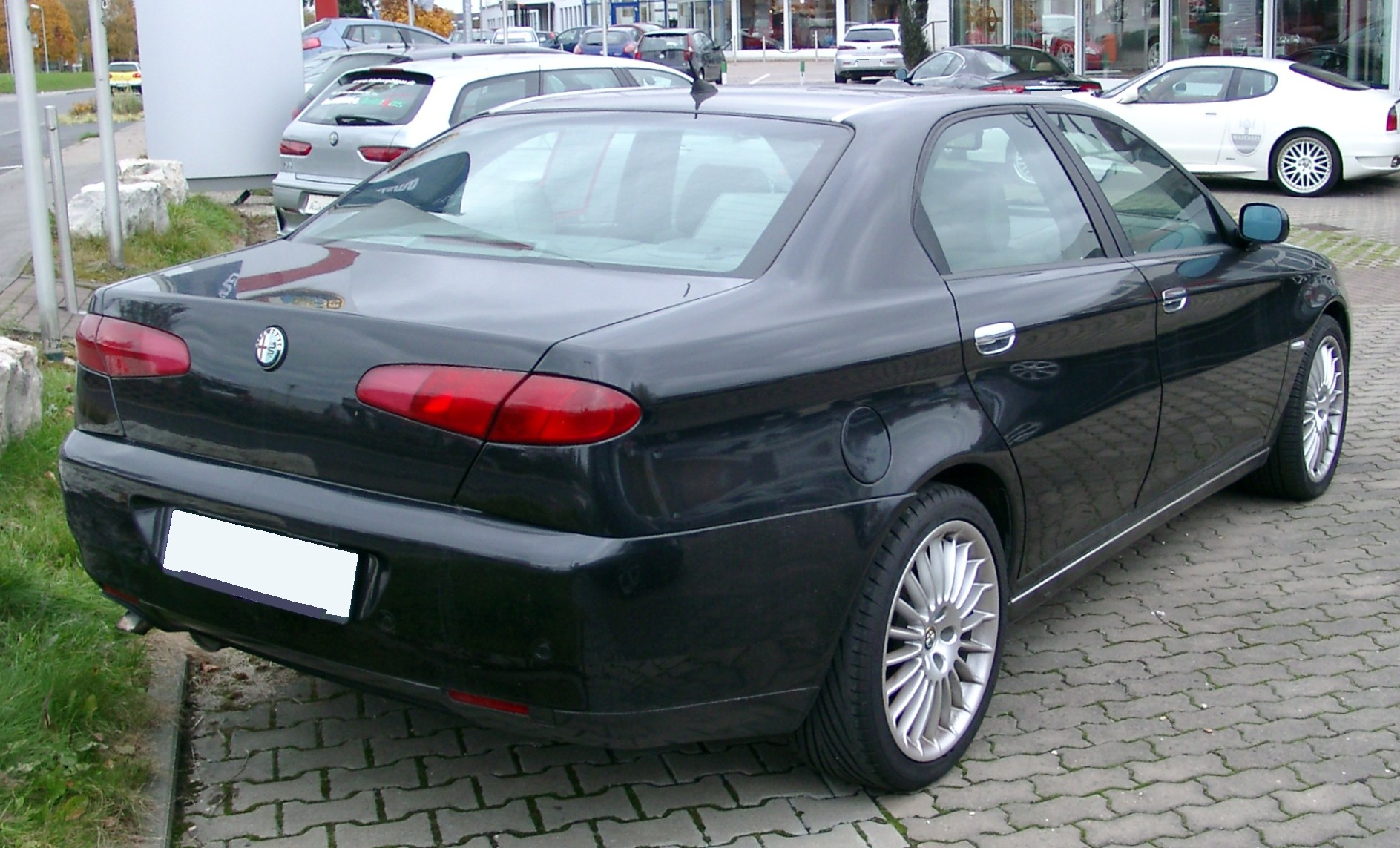
Heckansicht

## Karosserie und Fahrwerk
Der 166 basiert auf der Bodengruppe des Vorgängermodells, die jedoch mit neuen Radaufhängungen überarbeitet wurde. So gibt es an der Vorderachse eine Doppelquerlenker-Konstruktion statt MacPherson-Federbeinen und statt der Camuffo-Hinterachse des Vorgängers eine Multilink-Achse an einem Aluminiumgussträger.

## Antrieb

### Motoren
Nach der Markteinführung war das Fahrzeug zunächst mit einem 2,0-Liter-R4-Ottomotor, einem 2,0-Liter-V6-Ottomotor mit Turboaufladung, einem 3,0-Liter-V6-Ottomotor und einem 2,4-Liter-R5-Dieselmotor mit Turboaufladung und Common-Rail-Einspritzung kaufbar.
Neu ab der zweiten Modellpflege 2003 war der 2,4-Liter-R5-Dieselmotor mit Turboaufladung (JTD) mit 20 Ventilen und einer maximalen Leistung von 129 kW (später 132 kW), der mit Sechsgang-Schaltgetriebe oder mit einem neuen Fünfgang-Automatikgetriebe erhältlich war (dann jedoch bei reduziertem maximalen Drehmoment, 330 Nm statt 400 Nm).
Im Laufe der Jahre wurde ein Motor nach dem anderen aus dem Programm genommen, ab Sommer 2006 gab es nur noch den 3,2-Liter-Ottomotor und den 2,4-Liter-Dieselmotor (132 kW).

### Getriebe
In den ersten beiden Serien hatten die 2,5- und 3,0-Liter-Motoren wahlweise 5-Gang-(später 6-Gang)-Schaltgetriebe oder 4-Gang-Automatikgetriebe (Sportronic) von ZF. Das Automatikgetriebe konnte auch manuell geschaltet werden.
Das Automatikgetriebe gab es ab der zweiten Modellpflege 2003 ausschließlich für den 3,0-Liter-Motor, den 3,2-Liter-Motor (bekannt aus dem 156 GTA, hier jedoch 7 kW weniger) nur mit 6-Gang-Schaltgetriebe.

## Technische Daten
| Modell                | Motorart    | Motorbauart | Hubraum  | max. Leistung   | Bauzeitraum     |
| --------------------- | ----------- | ----------- | -------- | --------------- | --------------- |
| 2.0 Twin Spark        | Ottomotor   | R4          | 1970 cm³ | 110 kW (150 PS) | 10/2000–07/2006 |
| 2.0 Twin Spark        | Ottomotor   | R4          | 1970 cm³ | 114 kW (155 PS) | 09/1998–09/2000 |
| 2.0 V6 TB (1)         | Ottomotor   | V6          | 1996 cm³ | 151 kW (205 PS) | 09/1998–10/2000 |
| 2.5 V6 24V            | Ottomotor   | V6          | 2492 cm³ | 138 kW (188 PS) | 10/2000–09/2003 |
| 2.5 V6 24V            | Ottomotor   | V6          | 2492 cm³ | 140 kW (190 PS) | 09/1998–09/2000 |
| 3.0 V6 24V            | Ottomotor   | V6          | 2959 cm³ | 162 kW (220 PS) | 10/2000–07/2006 |
| 3.0 V6 24V            | Ottomotor   | V6          | 2959 cm³ | 166 kW (226 PS) | 09/1998–09/2000 |
| 3.2 V6 24V            | Ottomotor   | V6          | 3179 cm³ | 177 kW (240 PS) | 09/2003–06/2007 |
| 2.4 JTD 10V           | Dieselmotor | R5          | 2387 cm³ | 100 kW (136 PS) | 09/1998–09/2000 |
| 2.4 JTD 10V           | Dieselmotor | R5          | 2387 cm³ | 103 kW (140 PS) | 10/2000–04/2002 |
| 2.4 JTD 10V           | Dieselmotor | R5          | 2387 cm³ | 110 kW (150 PS) | 04/2002–06/2005 |
| 2.4 JTD 20V           | Dieselmotor | R5          | 2387 cm³ | 129 kW (175 PS) | 09/2003–07/2006 |
| 2.4 JTD 20V M-Jet     | Dieselmotor | R5          | 2387 cm³ | 132 kW (180 PS) | 07/2005–06/2007 |
| 2.4 JTD 20V M-Jet (2) | Dieselmotor | R5          | 2387 cm³ | 136 kW (185 PS) | 07/2006–06/2007 |

## Verbreitung
Der Alfa Romeo 166 erwies sich zumindest in Deutschland nicht als kommerzieller Erfolg. Nach anfänglich recht guten Zahlen (3572 zugelassene Autos im ersten vollen Jahr) sind die Zulassungen des großen Alfa Romeo seitdem deutlich zurückgegangen. Im Jahr 2006 sanken sie auf 116 Zulassungen.
Insgesamt wurden in neun Jahren 96.575 Exemplare des 166 produziert, wovon 10.222 Einheiten nach Deutschland exportiert wurden. Vom Vorgänger, dem Alfa Romeo 164, waren in zehn Jahren noch 273.000 Exemplare hergestellt worden.
Mit dem Alfa Romeo 159 erschien im September 2005 zudem ein deutlich gewachsener Nachfolger des 156, der von den Innen- und Außenmaßen dem 166 sehr nahekam, in der Breite sogar übertraf und dabei eine Reihe modernisierter Designelemente, auch im Innenraum, aufweisen konnte.